# Меленещина (заказник)
Мелене́щина — ботанічний заказник місцевого значення в Україні. Розташований на території Тлумацької міської громади Івано-Франківського району Івано-Франківської області, біля східної околиці села Палагичі.
Площа — 2 га, статус отриманий у 1993 році.